# Legio VI Gallicana

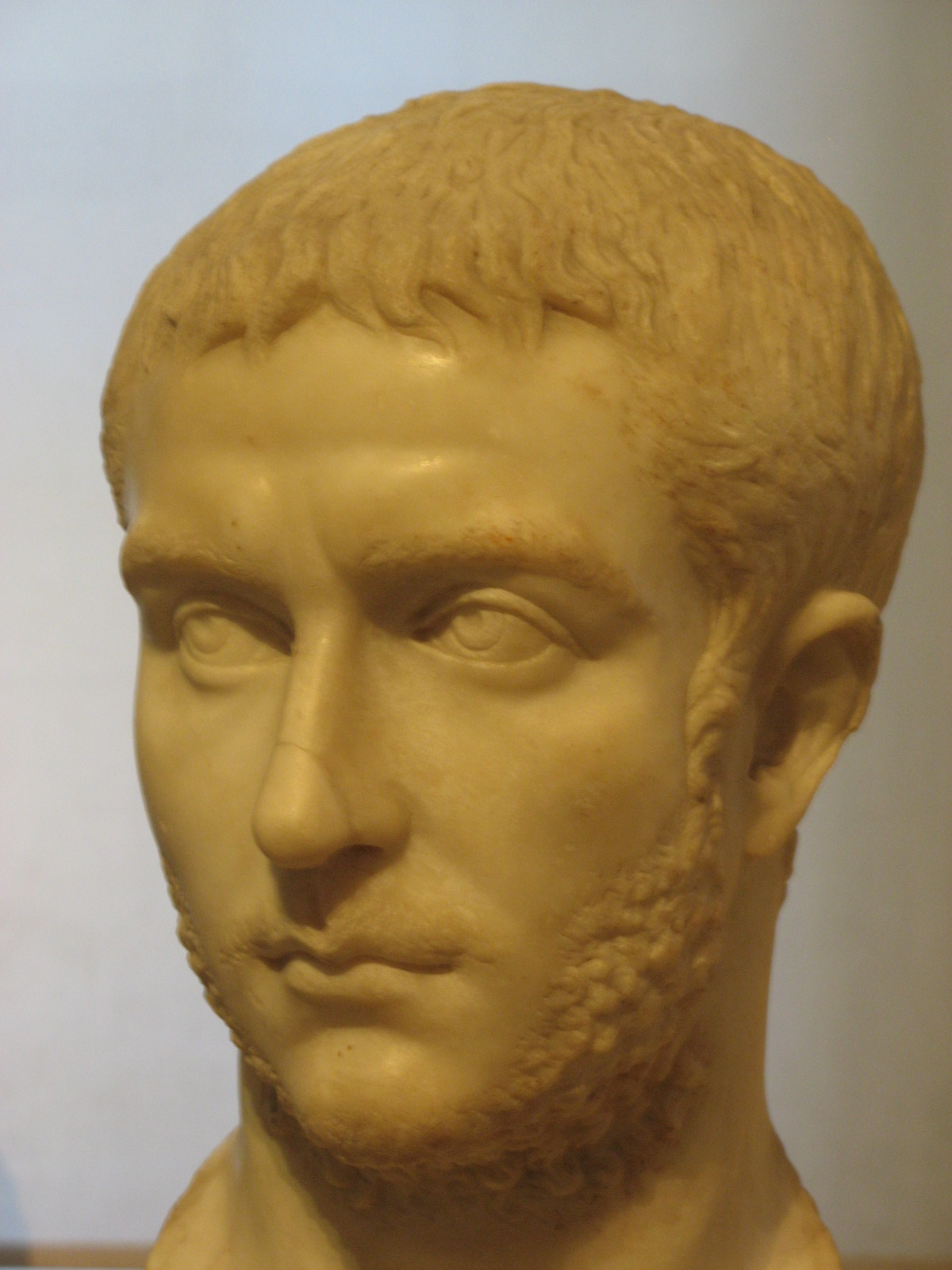
L'imperatore Gallieno che regnò dal 253 al 268 si trovò a fronteggiare uno nei periodi più terribili delle invasioni barbariche. Compì una riforma dell'esercito romano e formò alcune legioni tra cui, forse, la VI Gallicana.

La Legio VI Gallicana è una legione romana di esistenza dubbia, attestata da un'unica fonte a Moguntiacum nel 257; sarebbe stata formata al tempo dell'imperatore Gallieno, da cui avrebbe preso l'appellativo.

## Storia
L'unica menzione della VI Gallicana è contenuta nella spesso inaffidabile Historia Augusta: secondo questa fonte, la legione prese parte ad una battaglia nei pressi di Moguntiacum, la moderna Magonza: in questa circostanza la legione, tra le cui file militava come tribuno militare il futuro imperatore Aureliano, sconfisse un'orda di Franchi che avevano attraversato il fiume Reno all'altezza di Colonia.
Alcuni autori moderni ritengono dubbia l'esistenza di questa legione. Si potrebbe trattare del frutto di un errore degli autori della Historia Augusta, uno scambio con la VI Victrix che era di stanza in Britannia; alternativamente potrebbe essere la XXII Primigenia, la legione di stanza proprio nella fortezza Mogontiacum.